# Asind
Asind é uma cidade e um município no distrito de Bhilwara, no estado indiano de Rajastão.

## Geografia
Asind está localizada a 25° 44′ N, 74° 20′ L. Tem uma altitude média de 467 metros (1532 pés).

## Demografia
Segundo o censo de 2001, Asind tinha uma população de 14,118 habitantes. Os indivíduos do sexo masculino constituem 51% da população e os do sexo feminino 49%. Asind tem uma taxa de literacia de 54%, inferior à média nacional de 59.5%; com 63% para o sexo masculino e 37% para o sexo feminino. 18% da população está abaixo dos 6 anos de idade.